# Číž
Číž, ungarisch Csíz (bis 1948 slowakisch: Číz) ist eine Gemeinde und Kurort mit 683 Einwohnern (Stand 31. Dezember 2024) im Okres Rimavská Sobota innerhalb des Banskobystrický kraj in der Slowakei.

## Geographie

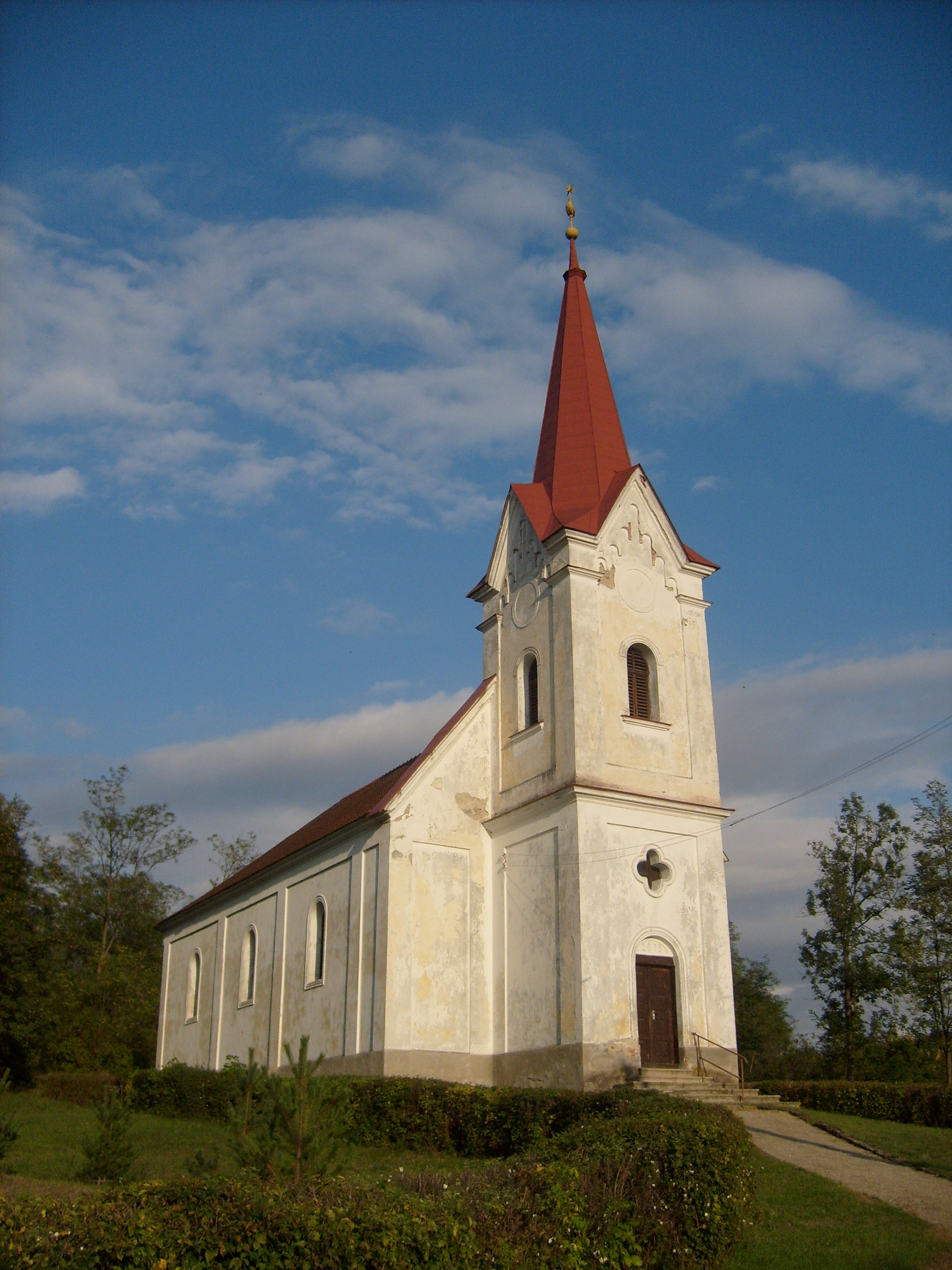
Reformierte Kirche in Číž

Der Ort liegt im Ostteil des Südslowakischen Kessel am Bach Teška, der südlich des Ortes in die Rimava, welche wiederum nach ein paar Kilometern in die Slaná mündet. Die Stadt Rimavská Sobota liegt etwa 25 Kilometer nach WNW und die Stadt Tornaľa etwa 20 Kilometer nach Norden.
Die Gemeinde unterteilt sich in die Ortsteile Číž und Číž-kúpele.

## Geschichte
Číž wurde zum ersten Mal 1274 in einer Urkunde als Chyz erwähnt und gehörte der Familie Thuka, später verschiedenen niederen Edelmännern. 1860 wurden hier Iod-Brom-Quellen entdeckt, aus welchen dann sich ein Kurort entwickelte. Hier werden hoher Blutdruck, Erkrankungen des Bewegungsapparates und Gefäßkrankheiten behandelt.

## Bevölkerung
| Jahr                | 1994 | 2004    | 2014    | 2024    |
| ------------------- | ---- | ------- | ------- | ------- |
| Anzahl der Personen | 682  | 707     | 669     | 683     |
| Unterschied         |      | +3,66 % | −5,37 % | +2,09 % |

| Jahr                | 2023 | 2024    |
| ------------------- | ---- | ------- |
| Anzahl der Personen | 682  | 683     |
| Unterschied         |      | +0,14 % |

Nach der Volkszählung 2011 wohnten in Číž 666 Einwohner, davon 417 Magyaren, 167 Slowaken, 27 Roma, drei Tschechen, zwei Juden und ein Ukrainer. 49 Einwohner machten diesbezüglich keine Angabe. 293 Einwohner bekannten sich zur römisch-katholischen Kirche, 161 Einwohner zur reformierten Kirche, 31 Einwohner zur evangelischen Kirche A. B., sechs Einwohner zur evangelisch-methodistischen Kirche, jeweils zwei Einwohner zu den Zeugen Jehovas und zur jüdischen Gemeinde und ein Einwohner zur orthodoxen Kirche. 71 Einwohner waren konfessionslos und bei 99 Einwohnern wurde die Konfession nicht ermittelt.